# サンタ・マリーア・ラ・カリタ
サンタ・マリーア・ラ・カリタ（イタリア語: Santa Maria la Carità）は、イタリア共和国カンパニア州ナポリ県にある、人口約1万2000人の基礎自治体（コムーネ）。

## 地理

### 位置・広がり
ナポリ県南東部のコムーネ。県都ナポリから南東へ25kmの距離にある。

#### 隣接コムーネ
隣接するコムーネは以下の通り。括弧内のSAはサレルノ県所属を示す。
- カステッランマーレ・ディ・スタービア
- グラニャーノ
- ポンペイ
- サンタントーニオ・アバーテ
- スカファーティ (SA)